# فريدريك براونينغ
فريدريك براونينغ (بالإنجليزية: Frederick Browning)‏ (و. 1896 – 1965 م) هو عسكري، ومتزلج جماعي بريطاني، ولد في كنزينغتون، شارك في الألعاب الأولمبية الشتوية 1928، ويحمل رتبة عسكرية فريق، توفي في كورنوال، عن عمر يناهز 69 عاماً ، بسبب نوبة قلبية.

## التعليم
تعلم في كلية إيتون، وتعلم في West Downs School ‏، وتعلم في الكلية العسكرية الملكية بساندهيرست ‏
.

## الخدمة العسكرية
خدم في الجيش البريطاني.

## جوائز
حصل على جوائز منها:
- نيشان الإمبراطورية البريطانية من رتبة فارس قائد
- وسام الاستحقاق الأمريكي برتبة فيلق
- صليب الحرب
- نيشان بولونيا ريستيتوتا
- نيشان الخدمة المتميزة  [لغات أخرى]‏
- النيشان الفيكتوري الملكي من رتبة فارس  [لغات أخرى]‏
- وسام الاستحقاق من رتبة قائد  [لغات أخرى]‏
- نيشان الحمام من رتبة مرافق  [لغات أخرى]‏
- وسام الصليب الأكبر من رتبة استحقاق من جمهورية ألمانيا الاتحادية